# Wanda Grabińska
Wanda Grabinska (Radom, 6 de febrero de 1902- Albion, 15 de enero de 1980) fue una abogada, funcionaria y jueza polaca. Fue la primera jueza de Polonia.

## Biografía
Se graduó en Derecho en la Universidad de Varsovia en 1924. En 1927, solicitó el puesto de jueza alegando que la Constitución polaca reconocía la igualdad de derechos entre hombres y mujeres en todos los cargos públicos. Su solicitud fue aprobada y fue nombrada jueza el 6 de marzo de 1929. Se convirtió así en la primera mujer en ocupar dicho cargo en Polonia.
En 1929, fue una de las fundadoras del Colegio de Abogados. También perteneció a la Asociación Polaca de Mujeres con Educación Superior, a la Asociación Internacional de Jueces de Menores y a la Federación Internacional de Mujeres Profesionales del Derecho. Trabajó en la oficina de la seguridad social.

## Vida privada
Se casó con el pianista Boleslaw Woytowicz el 19 de mayo de 1931, la pareja se separa el 17 de septiembre de 1946.
En 1947, emigró a Estados Unidos. Falleció el 15 de junio de 1980 a los 78 años, en Albion, Nueva York.